# Grusi jezici
Grusi jezici (privatni kod: egrs), ogranak južnih centralnih gur jezika iz Gane, Togoa i Burkine Faso. Obuhvaća (23) jezika u tri podskupine:
a. Istočni (7) Togo, Gana, Benin: bago-kusuntu, chala, delo, kabiyé, lama, lukpa, tem.
b. Sjeverni (6) Burkina Faso: kalamsé, kasem, lyélé, sjeverni nuni, južni nuni, pana.
c. Zapadni (10) Gana, Burkina Faso: chakali, deg, paasaal, phuie jezik, tumulung sisaala, zapadni sisaala, sisaala, tampulma, vagla, winyé.

## Vanjske poveznice
- Ethnologue (14th)
- Ethnologue (15th)